# Kait Parker
Kait Parker es una científica atmosférica estadounidense que trabajó para Weather.com y la aplicación The Weather Channel.

## Trayectoria
Parker nació y se crio en Grapevine, Texas, y a menudo señala a su madre y su padre como la fuente de su interés por la ciencia.
Parker se graduó con una Licenciatura en Ciencias Atmosféricas de la Universidad de Misuri en mayo de 2009. También obtuvo su Sello de aprobación de Certified Broadcast Meteorologist de la Sociedad Meteorológica Estadounidense.
Parker comenzó su carrera como suplente en KOMU-TV en Columbia, Misuri, en 2006, cuando aún estaba matriculada en la Universidad de Misuri. Tras su graduación en mayo de 2009, se convirtió en meteoróloga de la mañana y del mediodía para WAKA-TV en Montgomery, AL. De allí pasó a WPTV-TV en West Palm Beach, FL donde fue contratada como meteoróloga de fin de semana, pero rápidamente fue puesta en un papel de día de semana. Parker dejó WPTV-TV a principios de 2014 y fue a trabajar para The Weather Channel.
Apareció ocasionalmente en Good Morning America, donde sustituyó al meteorólogo Rob Marciano los fines de semana. Antes de su puesto en Weather.com, fue meteoróloga en cámara y presentadora de la edición de fin de semana de America's Morning Headquarters junto a Reynolds Wolf. Dejó The Weather Channel a principios de 2016. Desde el fin de semana del Día del Trabajo en 2019, contribuyó a weather.com, analizando información sobre el huracán Dorian.

## Reconocimientos
Parker fue titular nacional en la prensa en 2016 con una réplica a Breitbart News, un sitio web de extrema derecha que usó un video de ella en un artículo que afirmaba que la Tierra se estaba enfriando en lugar de calentándose. Los Premios Webby eligieron el video como ganador en la categoría de viral en 2017.
En 2016, Parker lanzó un minidocumental llamado Toxic Lake: The Untold Story of Lake Okeechobee sobre cyanobacterias (algas verdeazuladas) y gestión del agua en Florida, donde fue productora y corresponsal. El proyecto ha ganado el máximo honor de la Sociedad de Periodistas Profesionales por Video Digital y ha sido nominado para los premios Emmy de Noticias y Documental por la divulgación científica y ambiental sobresaliente.
En 2017, fue incluida en la lista Grist 50 de Climate Fixers y apareció en el primer número de la revista Marie Claire sobre sostenibilidad.